# Fundación MacArthur
La Fundación John D. y Catherine T. MacArthur más conocida como Fundación McArthur es una fundación privada que otorga subvenciones e inversiones para apoyar a organizaciones sin fines de lucro en aproximadamente 50 países de todo el mundo. Tiene una dotación de 7 mil millones de dólares y proporciona aproximadamente 260 millones de dólares anuales en subvenciones e inversiones. Tiene su sede en Chicago y es la duodécima fundación privada más grande de los Estados Unidos. Ha otorgado más de 6 800 millones de dólares desde sus primeras donaciones en 1978. Según datos de la OCDE, la Fundación McArthur es una de las fundaciones privadas que más contribuye al desarrollo con una dotación de más de 106 millones de dólares en 2020
El objetivo declarado de la Fundación es apoyar a "personas creativas, instituciones eficaces y redes influyentes que construyan un mundo más justo, verde y pacífico". Las prioridades de concesión de subvenciones de MacArthur incluyen mitigar el cambio climático, reducir la población carcelaria, disminuir las amenazas nucleares, apoyar el periodismo sin fines de lucro y financiar las prioridades locales en su ciudad natal de Chicago. El programa MacArthur Fellows otorga anualmente subvenciones sin compromiso de 625 000 dólares a unas dos docenas de personas creativas en diversos campos "que han demostrado una extraordinaria originalidad y dedicación en sus búsquedas creativas".

## Historia
John D. MacArthur era propietario de una empresa de seguros llamada Bankers Life and Casualty y de otras empresas, así como de considerables propiedades en Florida y Nueva York. Su esposa, Catherine, ocupó cargos en muchas de estas empresas. Su abogado, William T. Kirby, y Paul Doolen, su director financiero, sugirieron que la familia creara una fundación. De acuerdo a diversas fuentes, una de las razones principales por las que MacArthur creó originalmente la Fundación fue para evitar impuestos.
Cuando MacArthur murió el 6 de enero de 1978, su empresa valía más de mil millones de dólares. Dejó el 92 por ciento de su patrimonio para fundar la Fundación John D. y Catherine T. MacArthur. La composición de la primera junta directiva de la Fundación, según el testamento de MacArthur, también incluyó a J. Roderick MacArthur, el hijo de John de su primer matrimonio, otros dos funcionarios de Bankers Life and Casualty y el comentarista de radio Paul Harvey. Jonas Salk, el inventor de la vacuna contra la polio, se unió más tarde a la junta directiva de la Fundación.
MacArthur no detalló parámetros específicos sobre cómo se gastaría su dinero después de su muerte. MacArthur le dijo a la junta directiva de la Fundación: "Descubrí cómo ganar dinero. Ustedes, compañeros, tendrán que averiguar cómo gastarlo".
Entre 1979 y 1981, el hijo de John, J. Roderick MacArthur, un oponente ideológico de su padre con quien tenía una relación enconada, libró una batalla legal contra la Fundación por el control de la junta directiva. El joven MacArthur demandó a ocho miembros de la junta, acusándolos de mala administración de las finanzas de la Fundación.
En 1981, la mayor parte de la junta original había sido reemplazada por miembros que estaban de acuerdo con el deseo de J. Roderick MacArthur de apoyar las causas liberales. Esto finalmente resultó en la creación de lo que, en 2008, el historiador y comentarista conservador Martin Morse Wooster llamó "uno de los pilares del establecimiento filantrópico liberal". En 1984, MacArthur hijo nuevamente demandó a la junta directiva, pidiendo a un tribunal de circuito del condado de Cook que liquidara toda la Fundación MacArthur. Dejó el puesto más tarde ese mismo año cuando le diagnosticaron cáncer de páncreas.

## Liderazgo
John E. Corbally, el primer presidente de la Fundación y más tarde presidente de la junta de 1995 a 2002, fue seguido en 1989-1999 por Adele Simmons, quien fue la primera decana de la Universidad de Princeton. Jonathan Fanton, presidente de la Academia Estadounidense de Artes y Ciencias, fue el siguiente presidente de la Fundación. Robert Gallucci, ex decano de la Escuela de Servicio Exterior de la Universidad de Georgetown, fue el cuarto presidente de la Fundación de 2009 a 2014. Gallucci fue despedido en 2014 Julia Stasch, quien anteriormente se desempeñó como vicepresidenta de Programas de EE. UU. de MacArthur, fue nombrada presidenta de la Fundación en 2015 Stasch se había desempeñado anteriormente como jefe de personal del alcalde de Chicago: Richard M. Daley. Anunció que dejaría el cargo en 2019. En marzo de 2019, John Palfrey fue nombrado próximo presidente de la fundación, a partir del 1 de septiembre de 2019.

## Beca MacArthur
MacArthur Fellowship es un premio otorgado por la Fundación MacArthur cada año a cerca de 20 a 30 ciudadanos o residentes de los Estados Unidos, de cualquier edad y que trabajen en cualquier campo, que "demuestren un mérito excepcional y una promesa por un trabajo creativo continuo y mejorado." El programa se inició en 1981. Según la Fundación, la beca no es una recompensa por logros pasados, sino una inversión en la originalidad y el potencial de una persona. Los becario MacArthur reciben 625 000 dólares cada uno, que se pagan en cuotas trimestrales durante cinco años. La Fundación de Mujeres de Chicago fue una de las organizaciones sin fines de lucro que recibió una subvención de cuatro años de 1 millón de dólares en 2017. Nadie puede postularse para el programa y, en general, nadie sabe si se le considera candidato. Se invita a los nominadores, que prestan servicios de forma confidencial, anónima y por un tiempo limitado, a recomendar posibles becarios. Los y las candidatas son revisados por un comité de selección cuyos miembros también sirven de manera confidencial, anónima y por un tiempo limitado. En última instancia, el comité de selección hace recomendaciones a la junta directiva de la Fundación para su aprobación final.

## 100&Change
En junio de 2016, la fundación solicitó "propuestas que prometan un progreso real hacia la solución de un problema crítico de nuestro tiempo en cualquier campo o ubicación". La propuesta ganadora recibiría 100 millones de dólares de subvención. Se presentaron casi 2.000 propuestas. En diciembre de 2017, la fundación anunció que la propuesta ganadora fue presentada por Sesame Workshop y el Comité Internacional de Rescate. La subvención se destinó a la educación de los niños refugiados del Medio Oriente.